# Mount Washington Hotel
Das Mount Washington Hotel wurde 1902 eröffnet und liegt in Bretton Woods, einem Ortsteil der Gemeinde Carroll in New Hampshire, am Fuße der White Mountains. 1944 fand hier die Bretton-Woods-Konferenz statt. Das Mount Washington Hotel wurde 1986 als  National Historic Landmark anerkannt und trägt heute offiziell den Namen Omni Mount Washington Resort.

## Geschichte

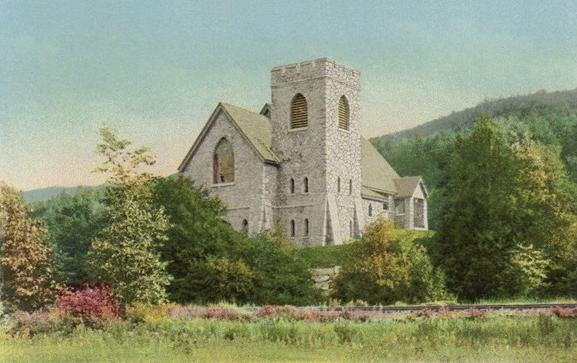
Gedächtniskapelle für Joseph Stickney, den Gründer des Mount Washington Hotel

Der Bau des Hotels mit 352 Zimmern dauerte zwei Jahre und erfolgte unter anderem durch 250 Meister aus Italien. Die Unterkünfte, in denen sie untergebracht waren, sind bis heute erhalten, obwohl sie nicht mehr benutzt werden. Bauherr war der Industrielle Joseph Stickney, dem seit 1881 das Mount Pleasant Hotel in unmittelbarer Nähe gehörte,  Architekt war Charles Alling Gifford. Die ersten Gäste wurden am 28. Juli 1902 empfangen, der offizielle Eröffnungsball, an dem auch der Gouverneur von New Hampshire teilnahm, folgte drei Tage später. Joseph Stickney starb bald darauf im Dezember 1903. Seine Frau, Carolyn Stickney, führte als Haupterbin sowohl das Mount Pleasant als auch das Mount Washington Hotel bis zu ihrem Tode im November 1936. Danach übernahm ihr Neffe, Foster Reynolds, die Leitung beider Häuser. Drei Jahre später ließ er das Mount Pleasant aufgrund mangelnder Wirtschaftlichkeit abreißen, behielt aber vorerst das Mount Washington Hotel.
Bis 1944 verweigerte das Hotel die Aufnahme jüdischer Gäste, ein als resort antisemitism (etwa: Ferienort-Antisemitismus) bekanntes Phänomen.
Vom 1. bis 22. Juli 1944 tagte hier wegen der isolierten Lage und Größe der Anlage die Bretton-Woods-Konferenz, aus der die Weltbank und der Internationale Währungsfonds hervorgingen. An der Konferenz nahmen 733 Delegierte aus 44 Ländern teil. Die kurz davor durchgeführten Renovierungsmaßnahmen wurden von der Bundesregierung bezahlt.
Am 27. September 1978 wurde das am U.S. Highway 302 gelegene Mount Washington Hotel in das National Register of Historic Places aufgenommen, und am 24. Juni 1986 wurde es zum National Historic Landmark erklärt.

## Architektur

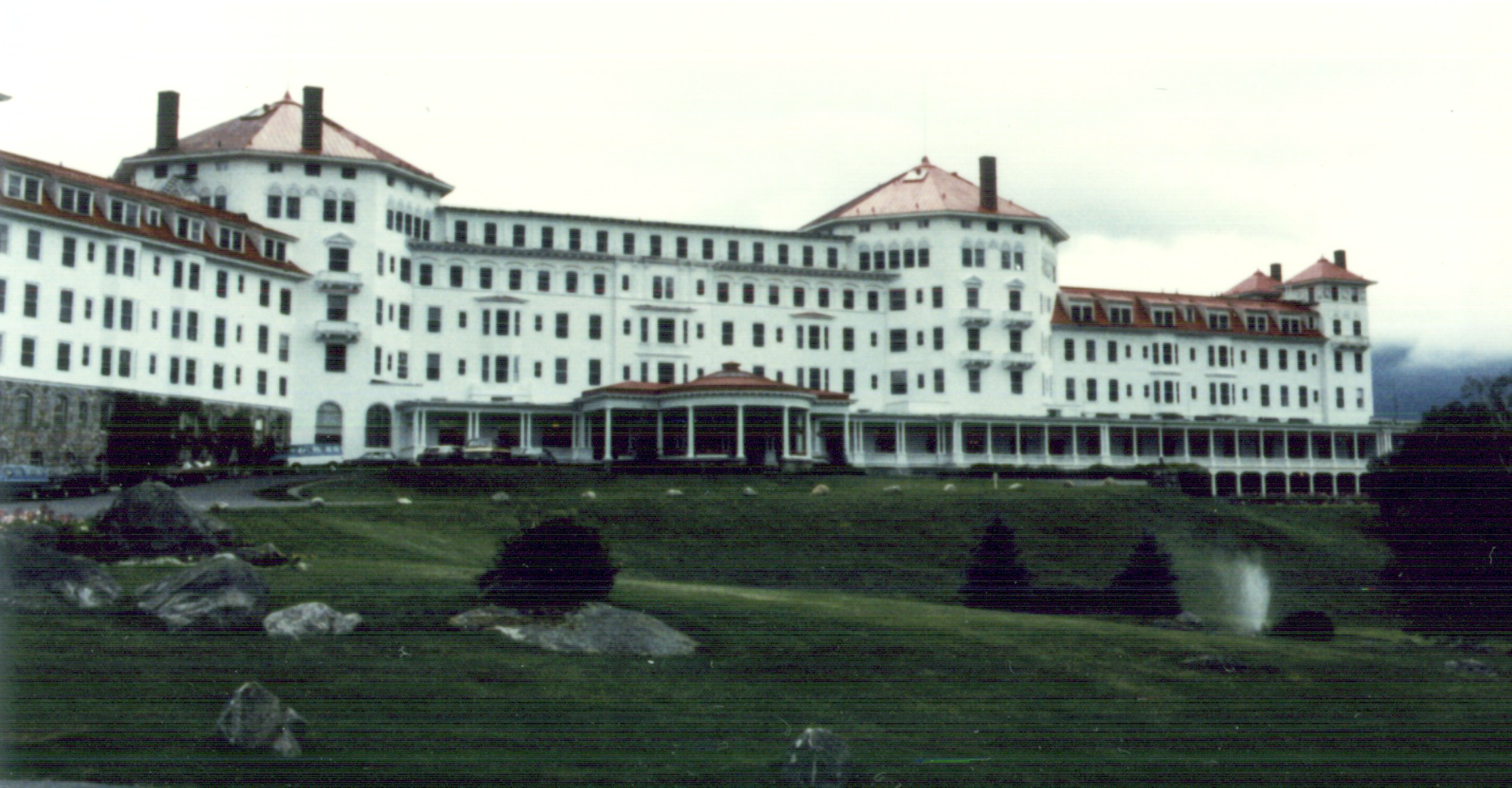
Frontansicht des Hotels (1980) mit Südflügel (rechts), Hauptgebäude mit vorgebauter Wagenauffahrt (Mitte) und Nordwestflügel (links)

Mit 352 Zimmern war es bei seiner Eröffnung das größte Spa in den White Mountains und verfügte für die damalige Zeit über hohen Komfort, wie unter anderem eine eigene Bahnstation und Stromanlage, die bis heute in Betrieb ist, fließend Wasser, Fahrstuhl, Telefon- und Telegraphenverbindung, Golfplatz, große Autogarage und einen beheizbaren Swimming-Pool. Bis zum Jahr 1999 war es über die Wintersaison geschlossen und nur im Sommer und frühen Herbst geöffnet.
Das im Stil der spanischen Renaissance gebaute Mount Washington Hotel hat eine Y-Form, zwei oktogonale, fünfgeschossige und 34 m hohe Türme und erreicht eine maximale Länge von knapp 250 m. Der vom südlichen Turm abgehende Gebäudeflügel verläuft in einer Linie wie der etwas über 20 m hohe Hauptteil, während die beiden anderen Flügel, nämlich der nordwestliche und der nordöstliche, die charakteristische Y-Form bilden. Dem westlichen Eingang zur zwei Etagen hohen Aula ist eine halbkreisförmige Wagenauffahrt vorgebaut. Dieser Raum ist im Stil der französischen Renaissance gestaltet mit einem großen Kamin aus Feldstein und zwei Kolonnaden in Längsrichtung der Aula. Das Fundament besteht aus grauem Granit, der aus der näheren Umgebung stammt, und wurde schwerpunktmäßig von den italienischen Handwerksmeistern gebaut. Der Skelettbau besteht aus Holz und ist einer der größten dieser Art in Neuengland.